# 越南爪哇犀
越南爪哇犀（學名：Rhinoceros sondaicus annamiticus ，英文：Vietnamese Javan Rhinoceros ），是爪哇犀的一個亞種，其學名 annamiticus 來源為棲息地之一的安南山脈（Annamite Mountain Range），據基因分析結果，該亞種與爪哇犀的另一亞種 R. s. sondaicus 是在 30-200 萬年前由同一祖先演化而來。
该亚种曾廣泛分布於越南、柬埔寨、老挝、泰國、馬來西亞和中国西南。20 世纪初就因过度捕杀而在中国绝迹，越戰後在东南亚各国都已绝迹，只有越南还有一个小种群残存，分布在胡志明市以北的吉仙國家公園中，數量极少，可能只有 13 头。被重新發現是在1989年，由紅外線照相機所拍攝的照片。
越南曾一度想通过人工捕捉圈养繁殖重新復育這個亞種，但是因為数量极其稀少，难以进行捕捉。加上偷猎者的猖獗，这最后仅存的 13 头越南爪哇犀，除去几头是正常死亡，大部分都是倒在了偷猎者的枪口下。
2011 年 10 月 25 日，世界自然基金會宣佈最後一頭越南爪哇犀於 2010 年 4 月被偷猎者杀害，爪哇犀從越南絕跡，該亚种灭绝。